# Ліззі Гейл
Елізабет Мей «Ліззі» Гейл (англ. Elizabeth Mae «Lzzy» Hale; нар.10 жовтня 1983; Ред Лайон, Пенсільванія, США) — вокалістка і ритм-гітаристка американського хард-рок-гурту Halestorm. Активно пише і виконує музику з 1997 року.

## Біографія
Народилася 10 жовтня 1983 року в містечку Ред Лайон в штаті Пенсільванія. Елізабет та її молодший брат Арджил почали вчитися грати на фортепіано з 5 років; пізніше перейшла на гітару, а брат — на ударні. Почала грати на гітарі з 16 років; в 1999 році вони разом випустили перший міні-альбом «Не жартуйте з часом людини». Крім гурту «Halestorm», виступала з такими колективами, як «Shinedown», «Black Stone Cherry», «Seether» і «Adrenaline Mob».
5 вересня 2007 року «Halestorm» брав участь у вечірньому шоу Джея Лено. 21 липня 2010 Гейл з'явилася в ток-шоу «Пізно ввечері з Джиммі Феллон», де разом з «Halestorm» виконала пісню «Familiar Taste of Poison». У 2012 році брала участь у турі «Карнавал божевілля», де виконала пісню «Halestorm» «Break in„ разом із солісткою “Evanescence» Емі Лі. В рамках туру «Елтер Брідж Фортресс» виконувала пісню «Watch Over You» разом з Майлс Кеннеді. Заспівала в кавері на пісню «Close My Eyes Forever» гурту «Device» разом з Девідом Дрейменом, яка увійшла в альбом «Device», створений у квітні 2013 року.
У серпні 2009 року Гейл з гуртом вийшла на сцену з Ронні Джеймсом Діо під час його фінального виступу, коли вони виступали перед групою «Хевен-енд-Хелл» в Атлантік-Сіті. Брала участь в триб'ют-альбомі Діо, що вийшов в 2015 році, і, разом з багатьма іншими музикантами й музикантками, у записі композиції «Straight Through the Heart» з цього альбому.
У 2014 році взяла участь у записі центральної композиції скрипальки Ліндсі Стірлінг з її альбому «Shatter Me». Також в 2014 році Гейл виступала разом з Еріком Черчем на музичному фестивалі СМТ, і заспівала з ним дуетом його пісню «That's Damn Rock & Roll» на церемонії вручення музичної премії СМТ. У 2014 році виробник гітар «Gibson» анонсував випуск моделі з підписом Ліззі Гейл.
У грудні 2009 року Гейл з'явилася на обкладинці журналу «Revolver» разом з вокалісткою гурту «Лендмайн Марафон» Ґрейс Перрі як одна з «Найпалкіших дівчат у металі», і з цього часу неодноразово з'являлася знову в цій категорії.
Гейл була авторкою колонки «Запитай у Ліззі».

## Особисте життя
В інтерв'ю для американського онлайн-видання «Loudwire Елізабет» зазначила, що є четвертою Елізабет Гейл в сім'ї.
11 жовтня 2014 року в своєму твітер-акаунті співачка розповіла, що є бісексуалкою. 30 жовтня 2015 року товариш по гурту Джош Сміт підтвердив, що Гейл перебуває в непостійних стосунках з гітаристом Джо Готтінгером.